# La valle delle ombre rosse
La valle delle ombre rosse (Der Letzke Mohikaner) è un film del 1965 diretto da Harald Reinl, vagamente ispirato al romanzo L'ultimo dei Mohicani di James Fenimore Cooper per alcuni dei personaggi.

## Trama
Un gruppo di nativi americani si scontra con un gruppo di fuorilegge che tenta di impadronirsi di una cassa delle paghe dei soldati del forte, momentaneamente rifugiati presso una fattoria, dove tentano di respingere gli attacchi combinati dai due gruppi.